# Zygmunt Grodziński
Zygmunt Grodziński (ur. 24 kwietnia 1896 w Limanowej, zm. 12 października 1982 w Krakowie) − polski zoolog, profesor Uniwersytetu Jagiellońskiego, rektor (1956–1958).

## Życiorys
Urodził się w rodzinie Antoniego, nauczyciela szkoły powszechnej, i Zofii z domu Berg. Miał brata i trzy siostry. Początkowo uczęszczał do gimnazjum w Nowym Targu, następnie do V Gimnazjum we Lwowie, gdzie 10 czerwca 1914 zdał maturę. W czasie I wojny światowej, w 1915 został powołany do 36. Pułku Piechoty armii austriackiej. Po ukończeniu szkoły oficerskiej w Opawie walczył na froncie w Karpatach Wschodnich. Na początku czerwca 1916 trafił do niewoli rosyjskiej z której powrócił w 1918. Jako porucznik WP uczestniczył w walkach o Śląsk Cieszyński (1919), a w latach 1919–1921 brał udział w wojnie polsko–bolszewickiej. W 1921 podjął studia z zakresu biologii na UJ. Związał się z Pracownią Anatomii Porównawczej kierowaną przez prof. Henryka Hoyera. W 1927 habilitował się na podstawie pracy O naczyniach krwionośnych śluzicy. W 1935 został mianowany profesorem nadzwyczajnym i objął kierownictwo Katedry Anatomii Porównawczej.
6 listopada 1939 aresztowany podczas Sonderaktion Krakau wywieziony do Sachsenhausen, skąd został zwolniony 8 lutego 1940. Powrócił do Krakowa, gdzie do 1 września 1944 pracował w Instytucie Badań nad Durem Plamistym i Wirusami produkował dla Armii Krajowej szczepionkę przeciwtyfusową oraz wykładał na tajnych kompletach UJ.

Po II wojnie światowej powrócił na Uniwersytet Jagielloński i w 1946 otrzymał tytuł profesora zwyczajnego. Członek korespondent od 1956, członek rzeczywisty PAN od roku 1961 oraz członek PAU. W latach 1956–1958 był rektorem UJ. W latach 1962–1969 był przewodniczącym Rady Naukowej w Zakładzie Zoologii Systematycznej PAN. Zajmował się anatomią porównawczą i embriologią. W 1966 przeszedł na emeryturę.

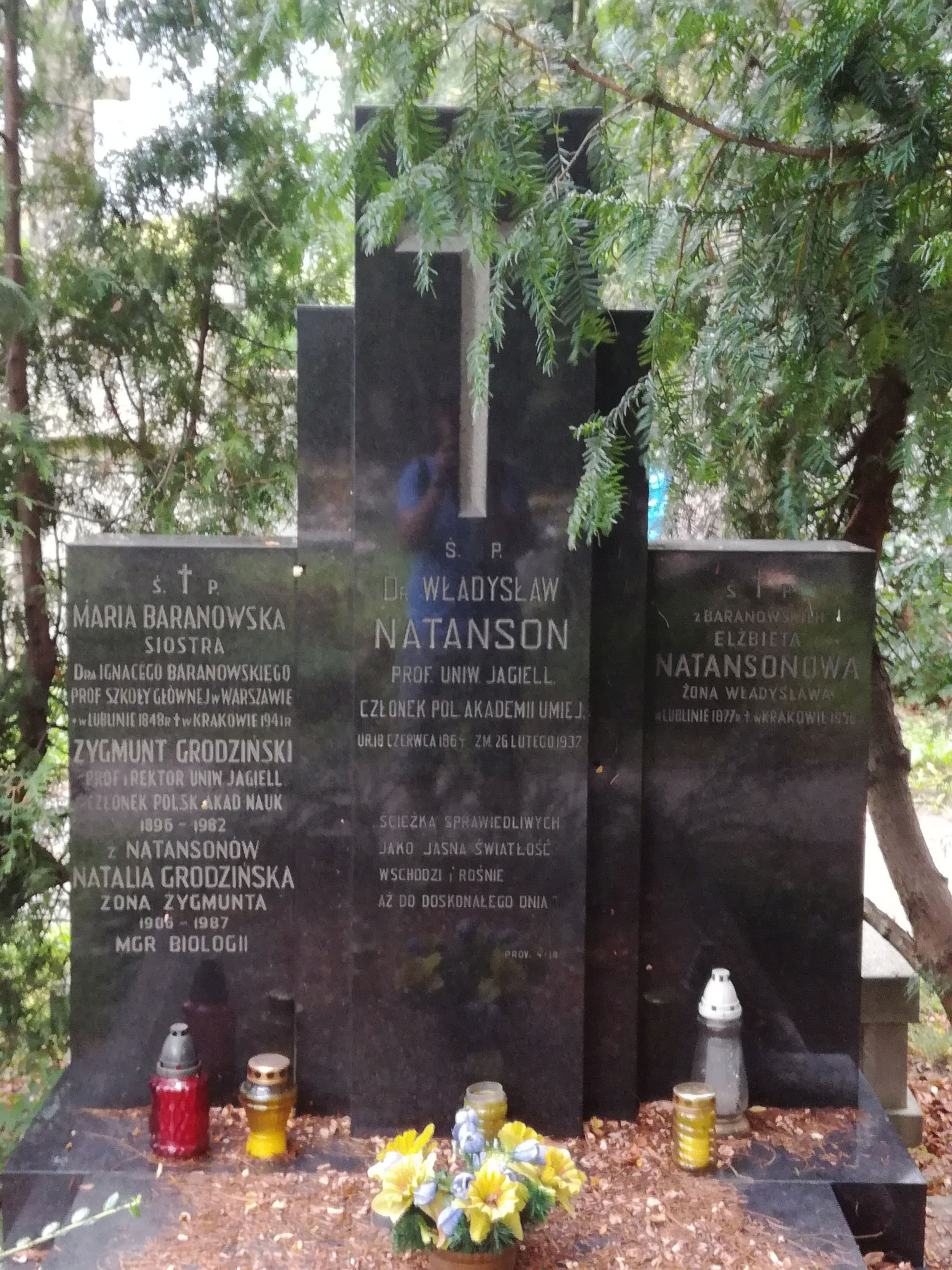
Grób prof. Władysława Natansona i prof. Zygmunta Grodzińskiego na cmentarzu Rakowickim w Krakowie

Od 16 września 1931 był mężem Natalii (1906–1987), córki Władysława Natansona, z którą miał syna Władysława, profesora biologii UJ i córkę Zofię (1935–2022).
Zmarł w Krakowie, pochowany w grobowcu rodzinnym na cmentarzu Rakowickim (kwatera 26-płd-po prawej Strzyżowskich).

## Wybrane prace
- Zoologia: przedstrunowce i strunowce (red.), Państwowe Wydawnictwo Naukowe, Warszawa 1979, ISBN 83-01-01032-0.
- Anatomia i embriologia ryb, Państwowe Wydawnictwo Rolnicze i Leśne, Warszawa 1981, ISBN 83-09-00478-8.

## Ordery i odznaczenia
- Krzyż Kawalerski Orderu Odrodzenia Polski (1959)
- Medal 10-lecia Polski Ludowej (15 stycznia 1955)[6]
- Złota Odznaka „Za Pracę Społeczną dla miasta Krakowa” (27 października 1969)[7]

## Nagrody
- Nagroda Państwowa II stopnia za prace anatomiczne i rozwojowe nad układem krążenia u kręgowców (1955)[8]